# Tour de Brasil/Vuelta del Estado de San Pablo 2012
La 9.ª edición de la competición ciclista Tour de Brasil/Vuelta del Estado de San Pablo, se disputó desde el 16 hasta el 21 de octubre de 2012.
Perteneció al UCI America Tour 2012-2013 siendo la segunda competición del calendario ciclista internacional americano. Con un recorrido similar a ediciones anteriores, la carrera tuvo un total de 924,2 km divididos en 8 etapas, siendo una de ellas contrarreloj (la 3.ª) y una con llegada en alto en Campos do Jordão (la 7.ª).
El vencedor de la clasificación general fue el brasileño Magno Nazaret del equipo Funvic-Pindamonhangaba. Le siguieron en el podio su compañero de equipo Flavio Cardoso y 3.º fue Antoelson Dornelles del São Francisco Saúde de Ribeirão Preto. Nazaret llegó a lo más alto de la clasificación en la 3.ª etapa, al ganar la contrarreloj y confirmó el liderato con la 2.ª posición en la etapa 7 con final en Campos do Jordão.
El Funvic, además del 1-2 en la general, ganó la clasificación por equipos, mientras que la clasificación por puntos quedó para el argentino Marcos Crespo del equipo de Brasil São José dos Campos-Kuota y la clasificación de la montaña fue para el brasileño Cristian Da Rosa del São Francisco Saúde/Ribeirão Preto.

## Equipos participantes
Tomaron parte de la carrera 23 equipos siendo 14 de Brasil y 9 extranjeros, formando un pelotón de 147 ciclistas de los que finalizaron 120. Los extranjeros fueron el Team Specialized de Alemania y Maka Loka Specialized de Suiza. Además participarán representaciones de Argentina, Chile, Ecuador, Estados Unidos, Guatemala, Panamá y Uruguay, más los 14 mejores equipos en el ranking de la Confederación Brasileña de Ciclismo.
| - FW Engenharia/Amazonas Bike - Real Cycling Team - São Francisco Saúde/Ribeirão Preto - Funvic-Pindamonhangaba - São Lucas Saúde//Americana - São Caetano do Sul/DKS Bike/Maxxis - Velo/Seme Rio Claro - Sportix/Assis - GRCE Memorial/Santos - Clube DataRo de Ciclismo - São José dos Campos-Kuota - Suzano/DSW Automotive - Avaí/FME Florianópolis - ADF Liniers/Bauru | - Team Specialized Concept Store - Maka Loka-Specialized - Firefighters Racing - San Luis Somos Todos - Black Sheep-Scott - Islas Galápagos Team - Rali Carretero Sport - Selección de Guatemala - Selección de Uruguay |

## Etapas
| Etapa | Fecha         | Recorrido                        | Km       | Ganador de la etapa | Líder              |
| 1.ª   | 14 de octubre | Marília-Bauru                    | 108,3    | Francisco Chamorro  | Francisco Chamorro |
| 2.ª   | 15 de octubre | Bauru-São Carlos                 | 178,6    | Halysson Ferreira   | Halysson Ferreira  |
| 3.ª   | 16 de octubre | São Carlos-São Carlos            | 23 (CRI) | Magno Nazaret       | Magno Nazaret      |
| 4.ª   | 17 de octubre | Rio Claro-Sorocaba               | 166,8    | Edgardo Simón       | Magno Nazaret      |
| 5.ª   | 18 de octubre | Sorocaba-Atibaia                 | 150,2    | Cristian Egídio     | Magno Nazaret      |
| 6.ª   | 19 de octubre | Atibaia-Pindamonhangaba          | 174,3    | Marcos Crespo       | Magno Nazaret      |
| 7.ª   | 20 de octubre | Pindamonhangaba-Campos do Jordão | 68,3     | Alex Diniz          | Magno Nazaret      |
| 8.ª   | 23 de octubre | Jundiaí-San Pablo                | 54,7     | Francisco Chamorro  | Magno Nazaret      |

## Clasificaciones finales
- Las clasificaciones culminaron de la siguiente forma:[12][13][14][15]

### Clasificación general
| Posición            | Ciclista            | Equipo                             | Tiempo           |
| ------------------- | ------------------- | ---------------------------------- | ---------------- |
| Líder de la general | Magno Nazaret       | Funvic-Pindamonhangaba             | 22 h 15 min 37 s |
| 2.º                 | Flavio Cardoso      | Funvic-Pindamonhangaba             | a 28 s           |
| 3.º                 | Antoelson Dornelles | São Francisco Saúde/Ribeirão Preto | a 2 min 01 s     |
| 4.º                 | Renato Seabra       | Clube DataRo de Ciclismo           | a 2 min 04 s     |
| 5.º                 | Gregory Panizo      | Funvic-Pindamonhangaba             | a 2 min 10 s     |
| 6.º                 | Leandro Messineo    | San Luis Somos Todos               | a 2 min 10 s     |
| 7.º                 | Thiago Nardin       | São Francisco Saúde/Ribeirão Preto | a 2 min 17 s     |
| 8.º                 | Alex Diniz          | Real                               | a 2 min 35 s     |
| 9.º                 | Edgardo Simón       | Real                               | a 2 min 43 s     |
| 10.º                | Diego Ares          | São José dos Campos-Kuota          | a 3 min 01 s     |

### Clasificación por puntos
| Posición         | Ciclista           | Equipo                             | Puntos |
| ---------------- | ------------------ | ---------------------------------- | ------ |
| Líder por puntos | Marcos Crespo      | São José dos Campos-Kuota          | 39     |
| 2.º              | Michel Fernández   | São Francisco Saúde/Ribeirão Preto | 32     |
| 3.º              | Francisco Chamorro | Real                               | 27     |

### Clasificación de la montaña
| Posición            | Ciclista         | Equipo                             | Puntos |
| ------------------- | ---------------- | ---------------------------------- | ------ |
| Líder de la montaña | Cristian Da Rosa | São Francisco Saúde/Ribeirão Preto | 21     |
| 2.º                 | Geraldo Souza    | São Lucas Saúde/Americana          | 19     |
| 3.º                 | Ricardo Queiroz  | São Francisco Saúde/Ribeirão Preto | 15     |

### Clasificación por equipos
| Posición          | Equipo                             | Tiempo           |
| ----------------- | ---------------------------------- | ---------------- |
| Líder por equipos | Funvic-Pindamonhangaba             | 66 h 49 min 08 s |
| 2.º               | Real                               | a 5 min 26 s     |
| 3.º               | São Francisco Saúde/Ribeirão Preto | a 7 min 28 s     |
| 4.º               | Clube DataRo de Ciclismo           | a 17 min 00 s    |
| 5.º               | São José dos Campos-Kuota          | a 19 min 13 s    |

## UCI America Tour
La carrera al estar integrada al calendario internacional americano 2012-2013 otorgó puntos para dicho campeonato. El baremo de puntuación es el siguiente:
| Posición                    | 1.º | 2.º | 3.º | 4.º | 5.º | 6.º | 7.º | 8.º |
| Clasificación general final | 40  | 30  | 16  | 12  | 10  | 8   | 6   | 3   |
| Por etapa                   | 8   | 5   | 2   |     |     |     |     |     |
| Líder General por etapa     | 4   |     |     |     |     |     |     |     |

### Clasificación individual
Los ciclistas que obtuvieron puntos fueron los siguientes:
| Ciclista            | Equipo                             | Puntos por la clasificación final | Puntos de etapa | Puntos de líder | Total |
| ------------------- | ---------------------------------- | --------------------------------- | --------------- | --------------- | ----- |
| Magno Nazaret       | Funvic-Pindamonhangaba             | 40                                | 13              | 20              | 73    |
| Flavio Cardoso      | Funvic-Pindamonhangaba             | 30                                | 12              | -               | 42    |
| Francisco Chamorro  | Real                               | -                                 | 16              | 4               | 20    |
| Antoelson Dornelles | São Francisco Saúde/Ribeirão Preto | 16                                | 2               | -               | 18    |
| Renato Seabra       | Clube DataRo de Ciclismo           | 12                                | 5               | -               | 17    |
| Marcos Crespo       | São José dos Campos-Kuota          | -                                 | 13              | -               | 13    |
| Halysson Ferreira   | Velo/Seme Río Claro                | -                                 | 8               | 4               | 12    |
| Edgardo Simón       | Real                               | -                                 | 12              | -               | 12    |
| Alex Diniz          | Real                               | 3                                 | 8               | -               | 11    |
| Gregory Panizo      | Funvic-Pindamonhangaba             | 10                                | -               | -               | 10    |

| Posiciones del 11.º al 19.º | Posiciones del 11.º al 19.º        | Posiciones del 11.º al 19.º       | Posiciones del 11.º al 19.º | Posiciones del 11.º al 19.º | Posiciones del 11.º al 19.º |
| Ciclista                    | Equipo                             | Puntos por la clasificación final | Puntos de etapa             | Puntos de líder             | Total                       |
| --------------------------- | ---------------------------------- | --------------------------------- | --------------------------- | --------------------------- | --------------------------- |
| Leandro Messineo            | San Luis Somos Todos               | 8                                 | -                           | -                           | 8                           |
| Thiago Nardin               | São Francisco Saúde/Ribeirão Preto | 6                                 | 2                           | -                           | 8                           |
| Cristian Da Rosa            | São Francisco Saúde/Ribeirão Preto | -                                 | 8                           | -                           | 8                           |
| Michel Fernández            | São Francisco Saúde/Ribeirão Preto | -                                 | 5                           | -                           | 5                           |
| Murilo Affonso              | Clube DataRo de Ciclismo           | -                                 | 5                           | -                           | 5                           |
| Renato Dos Santos           | Clube DataRo de Ciclismo           | -                                 | 5                           | -                           | 5                           |
| Roberto Pinheiro            | Funvic-Pindamonhangaba             | -                                 | 2                           | -                           | 2                           |
| Luiz de Miranda             | GRCE Memorial/Santos               | -                                 | 2                           | -                           | 2                           |
| Pedro Nicácio               | Funvic-Pindamonhangaba             | -                                 | 2                           | -                           | 2                           |

### Clasificación por equipos
- Nota:Sólo se computan equipos registrados en la Unión Ciclista Internacional.

Los equipos que obtuvieron puntos fueron los siguientes:
| Equipo                   | Puntos |
| ------------------------ | ------ |
| Funvic-Pindamonhangaba   | 129    |
| Real Cycling Team        | 43     |
| Clube DataRo de Ciclismo | 27     |
| San Luis Somos Todos     | 8      |

### Clasificación por países
Los países que obtuvieron puntos fueron los siguientes:
| País      | Puntos |
| --------- | ------ |
| Brasil    | 215    |
| Argentina | 53     |
| Cuba      | 5      |